# ترزییسکو (استان بورگاس)
ترزییسکو (به بلغاری: Terziysko) یک منطقهٔ مسکونی در بلغارستان است که در استان بورگاس واقع شده‌است.